# کمپ فضایی
کمپ فضایی (به انگلیسی: SpaceCamp) فیلمی ۱۰۷ دقیقه‌ای به کارگردانی هری وینر با بازی کیت کاپشو است.